# Trichopalpina gabunalis
Trichopalpina gabunalis är en fjärilsart som beskrevs av George Francis Hampson 1926. Trichopalpina gabunalis ingår i släktet Trichopalpina och familjen nattflyn. Inga underarter finns listade i Catalogue of Life.